# Episodi di Ciao dottore! (seconda stagione)
La seconda stagione della serie televisiva Ciao dottore! è stata trasmessa in anteprima in Germania da Sat.1 tra il 24 ottobre 1995 e il 20 febbraio 1996.
| nº | Titolo originale     | Titolo italiano | Prima TV Germania | Prima TV Italia |
| -- | -------------------- | --------------- | ----------------- | --------------- |
| 1  | Ein schwieriger Fall |                 | 24 ottobre 1995   |                 |
| 2  | Abschied             |                 | 7 novembre 1995   |                 |
| 3  | Trauma               |                 | 14 novembre 1995  |                 |
| 4  | Schreckenssekunden   |                 | 28 novembre 1995  |                 |
| 5  | Intrigen um Hilde    |                 | 5 dicembre 1995   |                 |
| 6  | Jonas                |                 | 2 gennaio 1996    |                 |
| 7  | Behindert            |                 | 9 gennaio 1996    |                 |
| 8  | Kunstfehler          |                 | 16 gennaio 1996   |                 |
| 9  | Meisterschaft        |                 | 23 gennaio 1996   |                 |
| 10 | Kuckucksei           |                 | 30 gennaio 1996   |                 |
| 11 | Kleine große Liebe   |                 | 6 febbraio 1996   |                 |
| 12 | Doppelgänger         |                 | 13 febbraio 1996  |                 |
| 13 | Am seidenen Faden    |                 | 20 febbraio 1996  |                 |